# Persone di nome Isabella
| Questa pagina contiene informazioni ricavate automaticamente dalle voci biografiche con l'ausilio del template Bio e di un bot. L'aggiornamento è periodico e automatico e ricostruisce completamente la pagina. Se manca una persona in questa lista, sei pregato di non aggiungerla, ma accertati piuttosto che la sua voce biografica contenga il template Bio e che i dati anagrafici siano correttamente compilati. Se il template Bio manca, inseriscilo tu stesso o, in alternativa, metti l'avviso {{tmp\|Bio}} che ne segnala la mancanza. Se i dati riportati sono sbagliati, correggi direttamente la voce biografica; le modifiche saranno visibili in questa lista entro pochi giorni. Per chiarimenti vedi il progetto antroponimi. La lista contiene solo le 233 persone che sono citate nell'enciclopedia e per le quali è stato implementato correttamente il template Bio. Pagina aggiornata al 6 ago 2025. |

Questa è una lista di persone presenti nell'enciclopedia che hanno il nome Isabella, suddivise per attività principale.

## Arabiste(1)
- Isabella Camera d'Afflitto, arabista e traduttrice italiana (Salerno, n. 1948)

## Architetti(1)
- Isabella Di Resta, architetto italiano (Vitulazio, n. 1941 - Napoli, † 1992)

## Attiviste(1)
- Sojourner Truth, attivista statunitense (Swartekill - Battle Creek, † 1883)

## Attrici(20)
- Isabella Acres, attrice statunitense (Atlanta, n. 2001)
- Isabella De Bernardi, attrice e pubblicitaria italiana (Roma, n. 1963 - Milano, † 2021)
- Isabella Biagini, attrice cinematografica, showgirl e imitatrice italiana (Roma, n. 1940 - Roma, † 2018)
- Isabella Cecchi, attrice e sceneggiatrice italiana (Livorno, n. 1972)
- Isabella Ferrari, attrice italiana (Ponte dell'Olio, n. 1964)
- Isa Gallinelli, attrice italiana (Potenza, n. 1957)
- Isabel Granada, attrice e cantante filippina (Manila, n. 1976 - Doha, † 2017)
- Isabella Gómez, attrice colombiana (Medellín, n. 1998)
- Bella Heathcote, attrice australiana (Melbourne, n. 1987)
- Isabella Hofmann, attrice statunitense (Chicago, n. 1958)
- Isabella Mottinelli, attrice e ballerina italiana (Brescia, n. 1998)
- Isabella Orsini, attrice e produttrice cinematografica italiana (Perugia, n. 1974)
- Isabella Quaranta, attrice italiana (Torino, n. 1892 - Milano, † 1975)
- Isabella Ragonese, attrice, drammaturga e regista teatrale italiana (Palermo, n. 1981)
- Bella Ramsey, attrice britannica (Nottingham, n. 2003)
- Isabella Riva, attrice italiana (Nizza Monferrato, n. 1890 - Bologna, † 1985)
- Isabella Rossellini, attrice e modella italiana (Roma, n. 1952)
- Isabella Savona, attrice italiana (Roma, n. 1952)
- Isabella Sermon, attrice britannica (Londra, n. 2006)
- Issy van Randwyck, attrice, cantante e cabarettista britannica (Hong Kong, n. 1963)

## Attrici teatrali(2)
- Isabella Andreini, attrice teatrale, scrittrice e poetessa italiana (Padova, n. 1562 - Lione, † 1604)
- Isabella Castillo, attrice teatrale, attrice e cantante cubana (L'Avana, n. 1994)

## Calciatrici(2)
- Isabella Hartig, calciatrice tedesca (Norimberga, n. 1997)
- Isabella Kresche, calciatrice austriaca (Graz, n. 1998)

## Canoiste(1)
- Isabella Molinari, ex canoista italiana (Milano, n. 1958)

## Cantanti(7)
- Isabella Bendidio, cantante e nobildonna italiana (Ferrara, n. 1546)
- Isabella Iannetti, cantante italiana (Trani, n. 1946)
- Isabella, cantante, attrice e cabarettista italiana (Milano, n. 1939 - Fiesco, † 2025)
- Isabella Leong, cantante e attrice cinese (Macao, n. 1988)
- Levina, cantante tedesca (Bonn, n. 1991)
- Isabella Lundgren, cantante svedese (Karlstad, n. 1987)
- Isabella Patricola, cantante e attrice teatrale statunitense (n. 1886 - † 1965)

## Cantanti liriche(1)
- Isabella Galletti Gianoli, cantante lirica italiana (Bologna, n. 1835 - Milano, † 1901)

## Cantautrici(1)
- Billie Marten, cantautrice britannica (Ripon, n. 1999)

## Cestiste(1)
- Bella Alarie, ex cestista statunitense (Washington, n. 1998)

## Chimiche(1)
- Isabella Karle, chimica statunitense (Detroit, n. 1921 - Alexandria, † 2017)

## Collezioniste d'arte(1)
- Isabella Stewart Gardner, collezionista d'arte e mecenate statunitense (New York, n. 1840 - Boston, † 1924)

## Compositrici(1)
- Isabella Leonarda, compositrice e religiosa italiana (Novara, n. 1620 - † 1704)

## Conduttrici televisive(2)
- Isabella Arrigoni, conduttrice televisiva italiana (Busto Arsizio, n. 1979)
- Isa B, conduttrice televisiva italiana (Firenze, n. 1966)

## Contralti(1)
- Isabella Fabbrica, contralto italiano (Milano - Torino)

## Danzatrici su ghiaccio(2)
- Isabella Micheli, ex danzatrice su ghiaccio italiana (Como, n. 1962)
- Isabella Rizzi, ex danzatrice su ghiaccio italiana (Milano, n. 1958)

## Doppiatrici(1)
- Isabella Pasanisi, doppiatrice e direttrice del doppiaggio italiana (Roma, n. 1955)

## Editrici(1)
- Isabella Blow, editrice britannica (Londra, n. 1958 - Gloucester, † 2007)

## Educatrici(1)
- Isabella Abbott, educatrice e botanica statunitense (Hana, n. 1919 - Honolulu, † 2010)

## Farmaciste(1)
- Isabella Skinner Clarke-Keer, farmacista britannica (Londra, n. 1842 - † 1926)

## Giornaliste(2)
- Isabella Beeton, giornalista e scrittrice britannica (Marylebone, n. 1836 - Swanscombe, † 1865)
- Isabella Bossi Fedrigotti, giornalista e scrittrice italiana (Rovereto, n. 1948)

## Imprenditrici(1)
- Isabella Seragnoli, imprenditrice e filantropa italiana (Bologna, n. 1945)

## Intagliatori(1)
- Isabella Parasole, intagliatore italiana

## Letterate(4)
- Isabella Pallavicino, letterata italiana (Cortemaggiore, n. 1549 - Soragna, † 1623)
- Isabella Sforza, letterata italiana (Mantova, n. 1503 - Roma, † 1561)
- Isabella Teotochi Albrizzi, letterata, biografa e saggista italiana (Corfù, n. 1761 - Venezia, † 1836)
- Isabella Villamarina, letterata e nobile italiana (n. 1503 - Madrid, † 1559)

## Linguiste(1)
- Isabella Vaj, linguista, archeologa e traduttrice italiana (Milano, n. 1939 - Milano, † 2018)

## Medici(1)
- Isabella Cortese, medico e scrittrice italiana

## Mezzofondiste(2)
- Isabella Corbellini, mezzofondista italiana (Piacenza, n. 1972)
- Isabella Ochichi, ex mezzofondista e maratoneta keniota (Kisii, n. 1979)

## Mezzosoprani(1)
- Isabella Young, mezzosoprano e organista britannica (Londra, † 1791)

## Mistiche(2)
- Isabella Cristina Berinzaga, mistica italiana (Milano - Milano, † 1624)
- Isabella Pizzi, mistica italiana (San Giovanni in Fiore, n. 1833 - San Giovanni in Fiore, † 1873)

## Modelle(4)
- Isabella Eugénie Boyer, modella francese (Parigi, n. 1841 - Parigi, † 1904)
- Isabella Rocchietta, ex modella, attrice e cantante italiana (Milano, n. 1978)
- Isabella Valdettaro, ex modella italiana (Roma, n. 1932)
- Isabella Verney, modella italiana (Torino, n. 1925 - Roma, † 2023)

## Musiciste(1)
- Isabella Summers, musicista, cantautrice e produttrice discografica britannica (Hackney, n. 1980)

## Neurologhe(1)
- Susy De Martini, neurologa e politica italiana (Genova, n. 1952)

## Nobildonne(15)
- Isabella Appiano, nobildonna italiana (Genova, n. 1577 - Roma, † 1661)
- Isabella Asinari, nobildonna italiana († 1417)
- Isabella Borgia Enriquez, nobildonna, religiosa e scrittrice spagnola (Gandía, n. 1498 - Valladolid, † 1557)
- Isabella Bresegna, nobildonna spagnola (Spagna - Chiavenna, † 1567)
- Isabella Maria d'Este, nobildonna italiana (Ferrara, n. 1519 - Ferrara, † 1519)
- Isabella Gonzaga di Bozzolo, nobildonna italiana (n. 1521 - † 1583)
- Isabella Gonzaga, nobildonna italiana (Castiglione delle Stiviere, n. 1574 - Madrid, † 1593)
- Isabella Grimaldi, nobildonna italiana († 1583)
- Isabella de Fortibus, nobildonna inglese († 1293)
- Isabella di Borgogna, nobildonna francese (Chambly, † 1323)
- Isabella di Roquefeuil, nobildonna francese († 1427)
- Isabella di Castiglia, nobildonna spagnola (Valencia, n. 1518 - Perpignano, † 1537)
- Isabella de' Medici, nobildonna italiana (Firenze, n. 1542 - Cerreto Guidi, † 1576)
- Isabella Petrozzani, nobildonna italiana (Mantova)
- Isabella di Savoia, nobildonna italiana (Torino, n. 1591 - Modena, † 1626)

## Nobili(45)
- Isabella d'Asburgo-Teschen, nobile austriaca (Bratislava, n. 1887 - La Tour-de-Peilz, † 1973)
- Isabella FitzRoy, duchessa di Grafton, nobile inglese (n. 1668 - † 1723)
- Isabella di Borbone, nobile francese (n. 1436 - Anversa, † 1465)
- Isabella di Borbone-Spagna, nobile spagnola (Madrid, n. 1851 - Parigi, † 1931)
- Isabella di Braganza, nobile portoghese (n. 1514 - Vila Viçosa, † 1576)
- Isabella Bruce, nobile scozzese (Carrick - Bergen, † 1358)
- Isabella di Clare, IV contessa di Pembroke, nobile britannica (n. 1172 - † 1220)
- Isabella Colonna, nobile italiana (Fondi, n. 1513 - Napoli, † 1570)
- Isabella d'Este, nobile, mecenate e collezionista d'arte italiana (Ferrara, n. 1474 - Mantova, † 1539)
- Isabella Filomarino, nobile italiana (Napoli, n. 1600 - Conversano, † 1679)
- Isabella di Gloucester, nobile britannica (Kenysham, † 1217)
- Isabella Gonzaga, nobile italiana (Sabbioneta, n. 1565 - Napoli, † 1637)
- Isabella Gonzaga, nobile italiana (Mantova, n. 1537 - Vicaria, † 1579)
- Isabella Boschetti, nobile italiano (n. 1500 - † 1560)
- Isabella di Valois, nobile francese (n. 1313 - Parigi, † 1383)
- Isabella di Urgell, nobile (n. 1409 - Coimbra, † 1443)
- Isabella di Scozia, nobile britannica (n. 1195)
- Isabella di Challant, nobile italiana (n. 1531 - † 1596)
- Isabella di Francia, nobile francese († 1348)
- Isabella di Coucy, nobile britannica (n. 1332 - † 1379)
- Isabella di Baviera, nobile tedesca (n. 1361 - Milano, † 1382)
- Isabella Gesualdo, nobile italiana (Venosa, n. 1611 - Roma, † 1629)
- Isabella di Beaumont, nobile inglese (Leicester)
- Isabella, contessa di Menteith, nobile scozzese
- Isabella, contessa di Atholl, nobile scozzese
- Isabella Gonzaga di Novellara, nobile italiana (n. 1578 - Bozzolo, † 1630)
- Isabella di Braganza, nobile († 1465)
- Isabella di Borbone-Parma, nobile spagnola (Madrid, n. 1741 - Vienna, † 1763)
- Isabella Martinengo, nobile italiana (n. 1611 - Castiglione delle Stiviere, † 1708)
- Isabella Mortimer, nobile britannica (Herefordshire, n. 1247 - † 1292)
- Isabella di Neuchâtel, nobile svizzera (n. 1335 - † 1395)
- Isabella Paleologa, nobile (Moncalvo, n. 1419 - Manta, † 1475)
- Isabella di Pembroke, nobile britannica (Pembroke, n. 1200 - Hertfordshire, † 1240)
- Isabella Roncioni, nobile italiana (Pisa, n. 1781 - Firenze, † 1849)
- Isabella Ingram, nobile britannica (n. 1759 - † 1834)
- Isabella Stuart, nobile inglese (Londra, n. 1676 - Londra, † 1681)
- Isabella d'Orléans, nobile francese (Eu, n. 1878 - Larache, † 1961)
- Isabella d'Orléans-Braganza, nobile francese (Eu, n. 1911 - Parigi, † 2003)
- Isabella di Beauchamp, nobile inglese († 1306)
- Isabella de Warenne, nobile inglese
- Isabella di Baviera, nobile tedesca (Monaco di Baviera, n. 1863 - Roma, † 1924)
- Isabella di Capua, nobile italiana (n. 1510 - Napoli, † 1559)
- Isabella di Foix-Castelbon, nobile († 1428)
- Isabella di Mar, nobile scozzese (n. 1277 - † 1296)
- Isabella von Croy, nobile tedesca (Dülmen, n. 1856 - Budapest, † 1931)

## Nuotatrici(1)
- Isabella Moore, nuotatrice britannica (Glasgow, n. 1894 - Baltimora, † 1975)

## Pallavoliste(3)
- Isabella Bergmark, pallavolista statunitense (n. 2000)
- Isabella Di Iulio, pallavolista italiana (Pescina, n. 1991)
- Isabella Zilio, pallavolista italiana (Padova, n. 1983)

## Pentatlete(1)
- Isabella Isaksen, pentatleta statunitense (Fayetteville, n. 1993)

## Pianiste(1)
- Isabella Turso, pianista e compositrice italiana (Trento, n. 1978)

## Pittrici(1)
- Isabella Maria dal Pozzo, pittrice italiana (Piemonte - Monaco di Baviera, † 1700)

## Poetesse(4)
- Isabella Cervoni, poetessa italiana (Colle di Val d'Elsa - Colle di Val d'Elsa)
- Isabella Valency Crawford, poetessa canadese (Dublino, n. 1850 - Toronto, † 1887)
- Isabella Whitney, poetessa e traduttrice inglese (Cheshire)
- Isabella di Morra, poetessa italiana (Favale - Favale)

## Politiche(6)
- Isabella Adinolfi, politica italiana (Nocera Inferiore, n. 1978)
- Isabella Bertolini, politica italiana (Modena, n. 1963)
- Isabella De Monte, politica italiana (Udine, n. 1971)
- Isabella Lövin, politica, scrittrice e giornalista svedese (Helsingborg, n. 1963)
- Isabella Rauti, politica italiana (Roma, n. 1962)
- Isabella Tovaglieri, politica italiana (Busto Arsizio, n. 1987)

## Principesse(24)
- Isabella Luisa di Braganza, principessa portoghese (Lisbona, n. 1669 - Lisbona, † 1690)
- Isabella d'Armenia e Tiro, principessa armena (n. 1276 - Sis)
- Isabella d'Aragona, principessa (n. 1247 - Cosenza, † 1271)
- Isabella di Navarra, principessa (n. 1395)
- Isabella di Francia, principessa francese (Martigues, n. 1242 - Hyères, † 1271)
- Isabella d'Aragona, principessa (n. 1310 - Landshut, † 1349)
- Isabella di Danimarca, principessa danese (Copenaghen, n. 2007)
- Isabella Maria di Braganza, principessa portoghese (Kleinheubach, n. 1894 - Ratisbona, † 1970)
- Isabella Fernanda di Borbone-Spagna, principessa spagnola (Aranjuez, n. 1821 - Parigi, † 1897)
- Isabella de la Cerda, principessa (Siviglia, n. 1329 - † 1389)
- Isabella Antonia von Croÿ, principessa tedesca (Bayreuth, n. 1890 - Starnberg, † 1982)
- Isabella d'Aviz, principessa portoghese (Évora, n. 1397 - Aire, † 1471)
- Isabella di Navarra, principessa francese (n. 1513 - † 1555)
- Isabella di Valois, principessa francese (Castello di Vincennes, n. 1348 - Pavia, † 1372)
- Isabella Neville, principessa britannica (Warwick, n. 1451 - † 1476)
- Isabella Stuart, principessa scozzese (Scozia, n. 1426 - Vannes, † 1494)
- Isabella d'Aragona, principessa (n. 1302 - Stiria, † 1330)
- Isabella di Maiorca, principessa spagnola (n. 1280 - Alicante, † 1301)
- Isabella del Brasile, principessa brasiliana (Rio de Janeiro, n. 1846 - Eu, † 1921)
- Isabella della Rovere, principessa italiana (Pesaro, n. 1552 - Napoli, † 1619)
- Isabella Alfonsa di Borbone-Due Sicilie, principessa spagnola (Madrid, n. 1904 - Madrid, † 1985)
- Isabella Maria di Braganza, principessa portoghese (Queluz, n. 1801 - Benfica, † 1876)
- Isabella di Castiglia, principessa spagnola (n. 1355 - † 1392)
- Isabella di Villehardouin, principessa (n. 1263 - † 1312)

## Produttrici cinematografiche(1)
- Isabella Cocuzza, produttrice cinematografica italiana (Siracusa, n. 1975)

## Registe(2)
- Isabella Leoni, regista italiana (Roma, n. 1964)
- Isabella Sandri, regista cinematografica italiana (Rovigo, n. 1957)

## Religiose(1)
- Isabella Maria della Passione, religiosa italiana († 1530)

## Rugbiste a 15(1)
- Isabella Locatelli, rugbista a 15 italiana (Vimercate, n. 1994)

## Sceneggiatrici(1)
- Isabella Aguilar, sceneggiatrice italiana (Roma, n. 1979)

## Sciatrici alpine(3)
- Isabella Fidjeland, ex sciatrice alpina norvegese (n. 1996)
- Isabella Pedrazzi, sciatrice alpina svizzera (n. 2004)
- Isabella Wright, sciatrice alpina statunitense (n. 1997)

## Scrittrici(5)
- Isabella Bird, scrittrice inglese (Boroughbridge, n. 1831 - Edimburgo, † 1904)
- Isabella Hammad, scrittrice britannica (Londra)
- Isabella Quarantotti, scrittrice, drammaturga e traduttrice italiana (Chieti, n. 1921 - Roma, † 2005)
- Isabella Rossi Gabardi Brocchi, scrittrice e poetessa italiana (Firenze, n. 1808 - Firenze, † 1893)
- Isabella Santacroce, scrittrice italiana (Riccione, n. 1970)

## Soprani(1)
- Isabella Girardeau, soprano italiano (Italia)

## Sovrane(20)
- Isabella d'Angoulême, regina francese (Abbazia di Fontevrault, † 1246)
- Isabella di Chiaromonte, sovrana italiana (Copertino, n. 1424 - Napoli, † 1465)
- Isabella Fieschi, sovrana italiana
- Isabella d'Ibelin, regina cipriota (n. 1241 - † 1324)
- Elisabetta di Maiorca, regina (n. 1337 - Gallargues-le-Montueux)
- Isabella di Baviera, regina (Monaco di Baviera - Parigi, † 1435)
- Isabella di Hainaut, regina fiamminga (Lilla, n. 1170 - Parigi, † 1190)
- Isabella di Francia, regina (Parigi - Hertford, † 1358)
- Isabella II di Spagna, regina (Madrid, n. 1830 - Parigi, † 1904)
- Isabella d'Aragona, sovrana portoghese (Saragozza, n. 1271 - Estremoz, † 1336)
- Isabella di Castiglia, regina spagnola (Madrigal de las Altas Torres, n. 1451 - Medina del Campo, † 1504)
- Isabella di Castiglia, sovrana spagnola (Toro, n. 1283 - Billiers, † 1328)
- Isabella d'Aviz, regina portoghese (Portogallo, n. 1432 - Évora, † 1455)
- Isabella di Gerusalemme, sovrana (Nablus, n. 1172 - Acri, † 1205)
- Isabella di Lorena, sovrana francese (Angers, † 1453)
- Isabella Jagellona, regina (Cracovia, n. 1519 - Alba Iulia, † 1559)
- Isabella d'Armenia, regina armena (Ked, † 1252)
- Isabella del Balzo, regina (Minervino Murge, n. 1465 - Ferrara, † 1533)
- Isabella di Beirut, regina (n. 1252 - † 1282)
- Isabella di Lusignano, sovrana francese († 1264)

## Storiche(1)
- Isabella Insolvibile, storica italiana (Napoli, n. 1978)

## Tenniste(3)
- Isabella Bozicevic, tennista australiana (Gold Coast, n. 2001)
- Isabella Holland, ex tennista australiana (Brisbane, n. 1992)
- Isabella Šinikova, tennista bulgara (Sofia, n. 1991)

## Traduttrici(1)
- Isabella C. Blum, traduttrice e biologa italiana (Milano, n. 1958)

## Senza attività specificata(21)
- Isabella d'Aragona, contessa (Barcellona, n. 1380 - Alcolea de Cinca, † 1424)
- Isabella d'Aviz (n. 1428 - Arévalo, † 1496)
- Isabella Caravazale, spagnola
- Isabella Dal Balcon, ex snowboarder italiana (Malo, n. 1977)
- Francesca Farnese, monaca cristiana e badessa italiana (Parma, n. 1593 - Roma, † 1651)
- Isabella Giannola, prefetta e funzionaria italiana (Erice, n. 1943)
- Isabella Goldmann, architetta, giornalista e regista italiana (L'Aja, n. 1957)
- Isabella di Brienne, contessa († 1360)
- Isabella d'Asburgo (Bruxelles, n. 1501 - Gand, † 1526)
- Isabella di Francia, francese (n. 1225 - Abbazia di Longchamp, † 1270)
- Isabella Clara d'Austria, duchessa (Innsbruck, n. 1629 - Mantova, † 1685)
- Isabella d'Inghilterra (Gloucester, n. 1214 - Foggia, † 1241)
- Isabella di Lussemburgo, marchesa lussemburghese (n. 1247 - Magonza, † 1298)
- Isabella Clara Eugenia d'Asburgo, spagnola (Segovia, n. 1566 - Bruxelles, † 1633)
- Isabella di Trastámara (Dueñas, n. 1470 - Saragozza, † 1498)
- Isabella d'Aviz (Lisbona, n. 1503 - Toledo, † 1539)
- Isabella Laböck, ex snowboarder tedesca (Prien am Chiemsee, n. 1986)
- Isabella d'Aragona, duchessa (Napoli, n. 1470 - Napoli, † 1524)
- Isabella d'Este, duchessa italiana (Modena, n. 1635 - Colorno, † 1666)
- Isabella de Luna, italiana (Granada - † 1564)
- Isabella di Valois, francese (Parigi, n. 1389 - Blois, † 1409)